# Timosina α1
La timosina α-1 (también llamada timalfasina) es una proteína que pertenece a la familia de las timosinas y que es segregada por el timo a fin de aumentar la capacidad inmune.
La timosina α-1 se origina a partir de un precursor de 113 aminoácidos, la protimosina α que en humanos es codificada por el gen PTMA.
La secuencia de aminoácidos fue determinada a partir de un péptido aislado y biológicamente activo de timo de ternera por Allan Goldstein en 1977.
La timosina α-1 es un agente inmunomodulador capaz de potenciar la respuesta inmune. Promueve funciones específicas como sucesos de maduración en linfocitos, aumento de la función de células T, inhibición de la proliferación e inducir la apoptosis en muchas líneas celulares tumorales. Dadas sus funciones, la timosina α-1 se usa clínicamente para el tratamiento de inmunodeficiencias, de la hepatitis B y C, neoplasias, entre otros usos.

## Estructura química
Desde su descubrimiento en 1977 se han hecho diversos estudios para determinar las características generales y la estructura exacta de la timosina α-1. 
La fórmula molecular del péptido es C129H215N33O55 y tiene un peso molecular de 3108 Da, tal como se calcula a partir de su estructura.
La timosina α-1 se caracteriza por un punto isoeléctrico de aproximadamente 4,2 (ácido).
La secuencia del péptido es: AC-SER-ASP-ALA-ALA-VAL-ASP-THR-SER-SER-GLU-ILE-THR-THR-LYS-ASP-LEU-LYS-GLU-LYS-LYS-GLU-VAL-VAL-GLU-GLU-ALA-GLU-ASN-OH (28 aminoácidos). 
Se conoce que la timosina α-1 en estado nativo, en soluciones acuosas y a temperatura ambiente se encuentra desestructurada. Pero en presencia de fluorados como el trifluoroetanol (TFE) o a bajas temperaturas se observa una estructura dinámica helicoidal anfipática cuyos lados no son completamente hidrófilos o hidrófobos. Se encontró que el péptido adopta una conformación estructurada que tiene dos regiones estables: una región de hélice alfa en el extremo C-terminal y dos dobles giros beta en el extremo N-terminal. Esta estructura helicoidal puede ocurrir en circulación cuando el péptido entra en contacto con las membranas para cruzarlas. 

### Estructura en 40% TFE y 60% H2O
La timosina α-1, en una solución de 40% TFE y 60% de agua adopta una conformación estructurada que tiene dos regiones estables: una región de hélice alfa en los residuos 12 a 28 y dos dobles vueltas beta en el extremo N-terminal de doce residuos para formar una estructura helicoidal distorsionada. 
La hélice del extremo C-terminal está formada por los residuos treonina12 (Thr12) a asparagina28 (Asn28). Se observa una red completa de puentes de hidrógeno entre el oxígeno unido a los átomos de carbono de la cadena principal y los hidrógenos del grupo amida. La hélice observada no es una hélice anfifílica clásica sino que contiene una distribución asimétrica de la carga a lo largo del eje helicoidal. 
La estructura beta del extremo N-terminal viene determinada por dos dobles giros. El primer doble giro beta (I, I +1) está formado por: dos giros beta de tipo-I que son Asp2 Ala3-Ala4-Val5 y Ala3-Ala4-Val5-Asp6; es un tipo de doble giro formado por dos giros beta de tipo I secuenciales. El segundo doble giro beta (I, I + 2) está formado por: un doble giro beta de tipo I con Thr7-Ser8-Ser9-Glu10 y Ser9-Glu10-Ile11-Thr12; es un tipo de doble giro formado por dos giros beta de tipo I no secuenciales.

## Función
La timosina α-1 es un importante inmunomodulador junto con los otros tipos de timosinas. La timalfasina está relacionada con la activación, maduración y diferenciación de células del sistema inmunitario innato (incluyendo polimorfonucleares, células dentítricas, macrófagos y monocitos) y del específico (linfocitos T), estimula la liberación o expresión de mecanismos moleculares implicados en el sistema inmunitario y específicamente, mejora la respuesta inmune anti-tumoral y fagocitaria. Además es capaz de restaurar los parámetros hematológicos e inmunológicos después de producirse una supresión de la médula ósea producida por la quimioterapia.

### Actividad sobre la inmunidad celular
-	Produce una activación morfológica temprana de monocitos. Esté hecho ha sido recientemente probado por un estudio publicado en octubre de 2012. En el estudio se observó que después de la exposición in vitro de monocitos humanos a la timalfasina, ésta produce su activación temprana, lo que se puede demostrar mediante la observación del monocito donde se verá un tamaño ampliado de éste, con microvellosidades numerosas y una superficie más rugosa con un número mayor de filopodios que los monocitos control.
-	Mejora la actividad de las células NK (Natural Killer) 
-	Induce la diferenciación y la maduración de linfocitos T en el timo. Además cantidades elevadas de Timosina α-1 producen un aumento del recuento de estos en sangre periférica.
-	Induce la maduración de células dendítricas.
-	Aumenta las respuestas linfoproliferativas, es decir, la proliferación de las células de la línea linfoide en una respuesta inmune. La línea linfoide incluye a: linfocitos B y células plasmáticas productoras de anticuerpos, linfocitos T tanto el tipo CD8 ( citotóxico o inductor) y el CD4 (auxiliar)
-	Puede antagonizar la apoptosis de células T inducida por dexametasona terapéutica o esteroides de producidos por los timocitos.

### Actividad sobre la inmunidad molecular
-	Regula la expresión del complejo mayor de histocompatibilidad de tipo I (CMH-I) en macrófagos humanos. El CMH-I se encuentra presente en la membrana plasmática de todas las células del cuerpo humano excepto en las del sistema nervioso, sirve como marcador de aquello propio y es reconocido por linfocitos T para detectar anormalidades.
-	Aumenta la expresión de la interleucina 2, 12, 24 y 25 (IL-2, IL-12, IL-24, IL-25)
-	Aumenta la producción de anticuerpos lo cual deriva del aumento de proliferación de células plasmáticas. 
-	Estimula la producción de linfoquinas, de interferón gamma (INF-γ), interferón alfa (INF-α) i el factor inhibitorio de la migración de macrófagos (MIF)

### Actividad sobre la fagocitosis
Influye de manera importante sobre la fagocitosis, especialmente en micosis (infecciones producidas por hongos). La fagocitosis es mediada por el sistema monocítico-granulocítico y por macrófagos diferenciados, para posteriormente destruir al patógeno por enzimas lisosómicos. La fagocitosis incluye la liberación de mediadores químicos como las quimosinas y citosinas pro- y antiinflamatorias.

### Actividad en procesos tumorales
Aumenta la respuesta inmune anti-tumoral. Se ha demostrado que la timalfasina aumenta la infiltración linfocítica a las zonas de enfermedad y también la liberación de quimiocinas en respuestas inmunes anti-tumorales. Como se ha comentado anteriormente, la Timosina α-1 activa la maduración y diferenciación de las células dendríticas las cuales sintetizan citoquinas específicas que producen un aumento de los linfocitos T anti-tumorales.
Además inhibe significativamente la proliferación e induce la apoptosis de muchas líneas celulares tumorales. 
Existen evidencias que la administración terapéutica de la timalfasina junto con el tratamiento de quimio-inmunoterapia mejora la eficacia antitumoral de la misma contra el melanoma B16 en ratones.

## Aplicación terapéutica
En la actualidad continúan las investigaciones relacionados con la timosina α-1. Todos los estudios realizados hasta el momento, coinciden en su utilización como estimulador del sistema inmunológico. 
Actualmente está siendo utilizado en las enfermedades inmunodeprimibles como:

### Hepatitis B-C
Las terapias con timalfasina modulan la respuesta inmune que implica la reducción de la replicación viral. 
El virus de la hepatitis B y C (VHC, VHB) puede mutar para evitar la detección por el sistema inmune del organismo por parte de linfocitos T (CD4 y CD8) y de anticuerpos que lo neutralizan. Este producto podría funcionar solo o en combinación con otros medicamentos como interferón para ayudar en la supresión o disminución de la carga viral. 
El tratamiento de timalfasina se aplica en pacientes mayores de 18 años con enfermedad hepática compensada y replicación viral demostrada.

### Neoplasias
Tanto benignas como malignas, de tipo gástrico, pulmonar y hepático. Mejora la eficacia antitumoral de la quimio-inmunoterapia contra el melanoma B16 presente en estos tres tipos de neoplasia y aumentando el tiempo medio de supervivencia. Actualmente se está utilizando algunas vacunas contra el cáncer, como la 3 inmunomoduladora monoclonal, anticuerpos (mAbs),el anti-citotóxico antígeno de linfocitos T (CTLA) -4, el anti-PD mAbs, 4 y la quinasa BRAF inhibitors.5. Recientemente se ha demostrado que el anti-CTLA-4mAb ipilimumab y el vemurafenib inhibidor de B-Raf, mejora significativamente la supervivencia global (SG) de melanoma metastásicos, en pacientes en fase III trials.6, 7.9 Estos resultados son alentadores cuando se usa solo y en combinación con la quimioterapia.

### Virus de la inmunodeficiencia adquirida (VIH)
Alrededor del 40% de las personas infectadas por VIH no responde a un tratamiento a largo plazo. Actualmente la timosina alfa está considerada la mejor terapia occidental actual, a pesar del cumplimiento de la dosificación total y duración del tratamiento, protegiendo y estimulando linfocitos T. Además actúa como un potenciador de las respuestas a vacunas, sobre todo en este grupo de pacientes inmunodeprimidos.

### Otras aplicaciones
Se considera la timosina alfa coadyuvante de la vacunación antiinfluenza en sujetos inmunodeprimidos.

### Efectos adversos
La timosina alfa-1 suele ser bien tolerada y sus reacciones adversas son infrecuentes. Ocasionalmente sensación de quemazón en el sitio de inyección y muy ocasionalmente pérdida transitoria de la masa muscular. Puede observarse: fiebre y náuseas. Puede ocurrir que al inicio del tratamiento se registre un aumento transitorio en la ALT sérica, dos veces por encima del nivel basal. Hipersensibilidad al principio activo o a cualquier otro componente de la formulación. Inmunosupresión, insuficiencia renal y hepática. Sólo puede ser administrado en mujeres embarazadas si existe una clara necesidad. Se desconoce si el fármaco se excreta en la leche materna. Deberá utilizarse con precaución en sujetos atópicos o con reacciones alérgicas previas. En enfermedades autoinmunes la administración deberá ser evaluada para cada caso en particular. No se han demostrado efectos mutagénicos. 
Aunque la Timosina α ha sido aplicada con éxito en ensayos clínicos, los altos costos han limitado considerablemente su uso clínico. El aumento de las aplicaciones terapéuticas para Tα1 ha atraído intereses crecientes en la optimización de los métodos para su producción y purificación. Técnicas de ADN recombinante se ha aplicado en muchos laboratorios para producir Tα incluyendo la expresión de Tα1 como proteínas de fusión. La timosina α está aprobada en 35 países para el tratamiento de la hepatitis B y C. También está aprobada para la inclusión en vacunas para estimular la respuesta inmune en el tratamiento de otras enfermedades11
Un gran desafío para el futuro será diseñar nuevas estrategias terapéuticas, combinadas con la actividad de agentes inmunomoduladores y con otros agentes terapéuticos, incluyendo citotóxicos y quimioterapia.

## Lectura adicional (en inglés)
- Martini PG, Katzenellenbogen BS (2003). «Modulation of estrogen receptor activity by selective coregulators.». J. Steroid Biochem. Mol. Biol. 85 (2-5): 117-22. PMID 12943695. doi:10.1016/S0960-0760(03)00207-3.
- Barcia MG, Castro JM, Jullien CD, et al. (1992). «Prothymosin alpha is phosphorylated by casein kinase-2.». FEBS Lett. 312 (2-3): 152-6. PMID 1426245. doi:10.1016/0014-5793(92)80924-6.
- Baxevanis CN, Thanos D, Reclos GJ, et al. (1992). «Prothymosin alpha enhances human and murine MHC class II surface antigen expression and messenger RNA accumulation.». J. Immunol. 148 (7): 1979-84. PMID 1545115.
- Gallego R, Rosón E, García-Caballero T, et al. (1992). «Prothymosin alpha expression in lymph nodes and tonsils: an optical and ultrastructural study.». Acta Anat (Basel) 143 (3): 219-22. PMID 1632187. doi:10.1159/000147251.
- Cordero OJ, Sarandeses CS, López JL, et al. (1992). «Prothymosin alpha enhances interleukin 2 receptor expression in normal human T-lymphocytes.». Int. J. Immunopharmacol. 13 (8): 1059-65. PMID 1814846. doi:10.1016/0192-0561(91)90156-2.
- Watts JD, Cary PD, Sautiere P, Crane-Robinson C (1990). «Thymosins: both nuclear and cytoplasmic proteins.». Eur. J. Biochem. 192 (3): 643-51. PMID 2209614. doi:10.1111/j.1432-1033.1990.tb19271.x.
- Eschenfeldt WH, Manrow RE, Krug MS, Berger SL (1989). «Isolation and partial sequencing of the human prothymosin alpha gene family. Evidence against export of the gene products.». J. Biol. Chem. 264 (13): 7546-55. PMID 2708378.
- Gómez-Márquez J, Segade F, Dosil M, et al. (1989). «The expression of prothymosin alpha gene in T lymphocytes and leukemic lymphoid cells is tied to lymphocyte proliferation.». J. Biol. Chem. 264 (15): 8451-4. PMID 2785990.
- Goodall GJ, Dominguez F, Horecker BL (1987). «Molecular cloning of cDNA for human prothymosin alpha.». Proc. Natl. Acad. Sci. U.S.A. 83 (23): 8926-8. PMC 387046. PMID 3466166. doi:10.1073/pnas.83.23.8926.
- Eschenfeldt WH, Berger SL (1987). «The human prothymosin alpha gene is polymorphic and induced upon growth stimulation: evidence using a cloned cDNA.». Proc. Natl. Acad. Sci. U.S.A. 83 (24): 9403-7. PMC 387146. PMID 3467312. doi:10.1073/pnas.83.24.9403.
- Panneerselvam C, Haritos AA, Caldarella J, Horecker BL (1987). «Prothymosin alpha in human blood.». Proc. Natl. Acad. Sci. U.S.A. 84 (13): 4465-9. PMC 305110. PMID 3474615. doi:10.1073/pnas.84.13.4465.
- Pan LX, Haritos AA, Wideman J, et al. (1986). «Human prothymosin alpha: amino acid sequence and immunologic properties.». Arch. Biochem. Biophys. 250 (1): 197-201. PMID 3532956. doi:10.1016/0003-9861(86)90717-4.
- Kubota S, Adachi Y, Copeland TD, Oroszlan S (1995). «Binding of human prothymosin alpha to the leucine-motif/activation domains of HTLV-I Rex and HIV-1 Rev.». Eur. J. Biochem. 233 (1): 48-54. PMID 7588773. doi:10.1111/j.1432-1033.1995.048_1.x.
- Garcia-Caballero T, Dominguez F, Roson E, et al. (1994). «Distribution of prothymosin alpha in rat and human adrenal cortex.». Anat. Rec. 239 (1): 88-94. PMID 7913591. doi:10.1002/ar.1092390110.
- Szabo P, Panneerselvam C, Clinton M, et al. (1993). «Prothymosin alpha gene in humans: organization of its promoter region and localization to chromosome 2.». Hum. Genet. 90 (6): 629-34. PMID 7916742. doi:10.1007/BF00202480.
- Maruyama K, Sugano S (1994). «Oligo-capping: a simple method to replace the cap structure of eukaryotic mRNAs with oligoribonucleotides.». Gene 138 (1-2): 171-4. PMID 8125298. doi:10.1016/0378-1119(94)90802-8.
- Tsitsiloni OE, Stiakakis J, Koutselinis A, et al. (1993). «Expression of alpha-thymosins in human tissues in normal and abnormal growth.». Proc. Natl. Acad. Sci. U.S.A. 90 (20): 9504-7. PMC 47597. PMID 8415730. doi:10.1073/pnas.90.20.9504.
- Sburlati AR, De La Rosa A, Batey DW, et al. (1993). «Phosphorylation of human and bovine prothymosin alpha in vivo.». Biochemistry 32 (17): 4587-96. PMID 8485135. doi:10.1021/bi00068a015.
- Rubtsov IuP, Vartapetian AB (1996). «[New intronless members of human prothymosin alpha genes]». Mol. Biol. (Mosk.) 29 (6): 1320-5. PMID 8592501.

- Datos: Q4457315